# Stiptopodius longipedis
Stiptopodius longipedis är en skalbaggsart som beskrevs av Branco 1991. Stiptopodius longipedis ingår i släktet Stiptopodius och familjen bladhorningar. Inga underarter finns listade i Catalogue of Life.